# Camposilvano (Velo Veronese)
Camposilvano (Camposilvàn in veneto) è una frazione di Velo Veronese, in provincia di Verona.
Fu uno degli antichi Tredici Comuni.

## Covolo

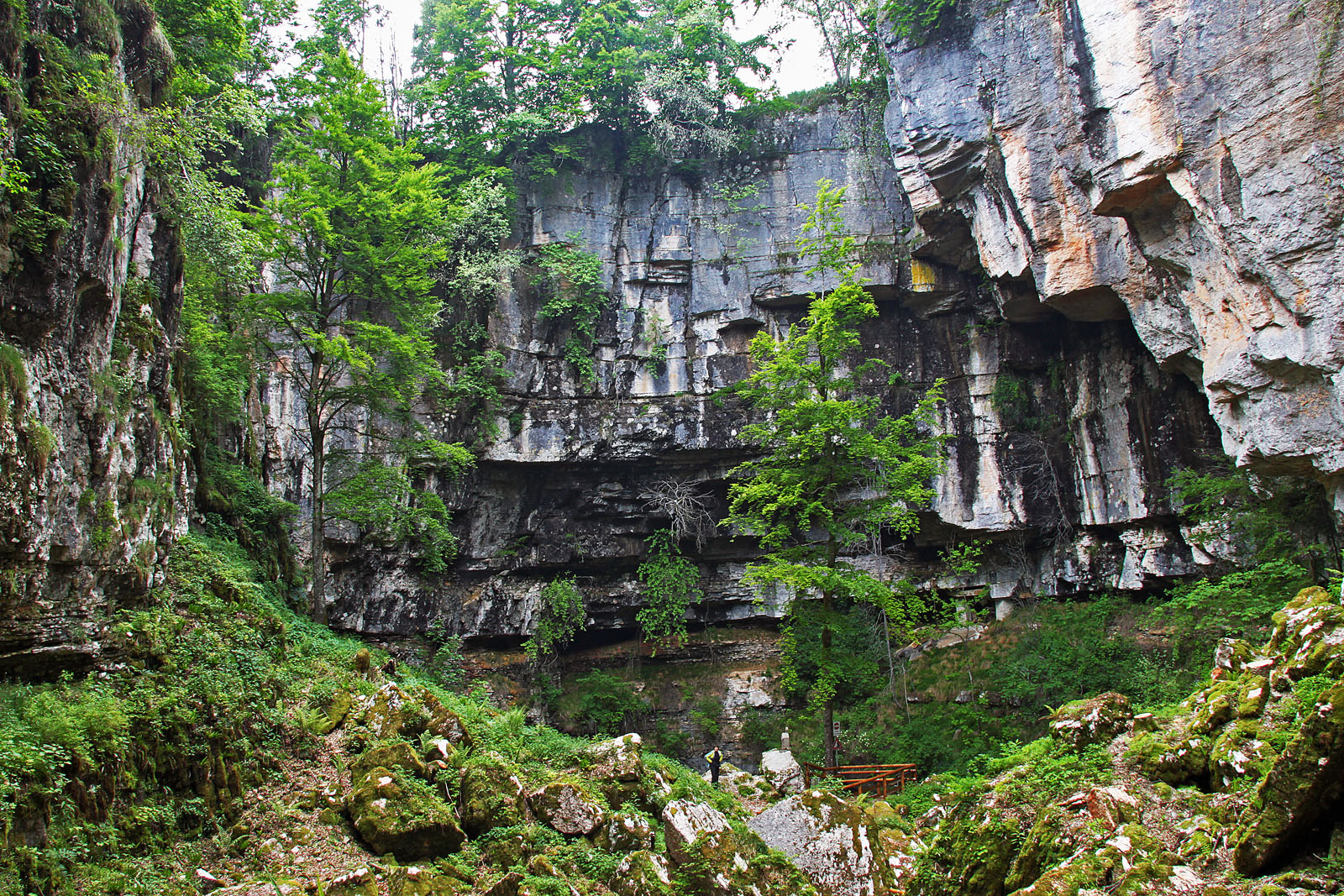
Covolo di Camposilvano

È una grandissima cavità naturale, nata da un crollo, totalmente esposta all'esterno ed ha la forma di un quarto di sfera irregolare con le sue misure: largo 70 metri, alto 35 metri e profondo 50 metri. Prima del crollo era una enorme cavità carsica (ipogeo) nata dal cedimento di circa un quarto del monte sovrastante.
Nel suo interno ha un microclima di inversione termica, tanto che è possibile avere nevicate estive all'interno del Covolo. La struttura aveva una presenza umana di almeno 50.000/70.000 anni a.C. Da pochi anni fa parte di un percorso di visita annesso al Museo Geopaleontologico ed è vietato l'accesso al suo interno per motivi di sicurezza.
Interessante é una tradizione oramai entrata a far parte della vita della comunità, cioè la celebrazione della S Messa della vigilia di Natale nei pressi della grotta del Covolo con la partecipazione del coro de " Le Falie" di Velo Veronese, un coro locale di levatura nazionale .

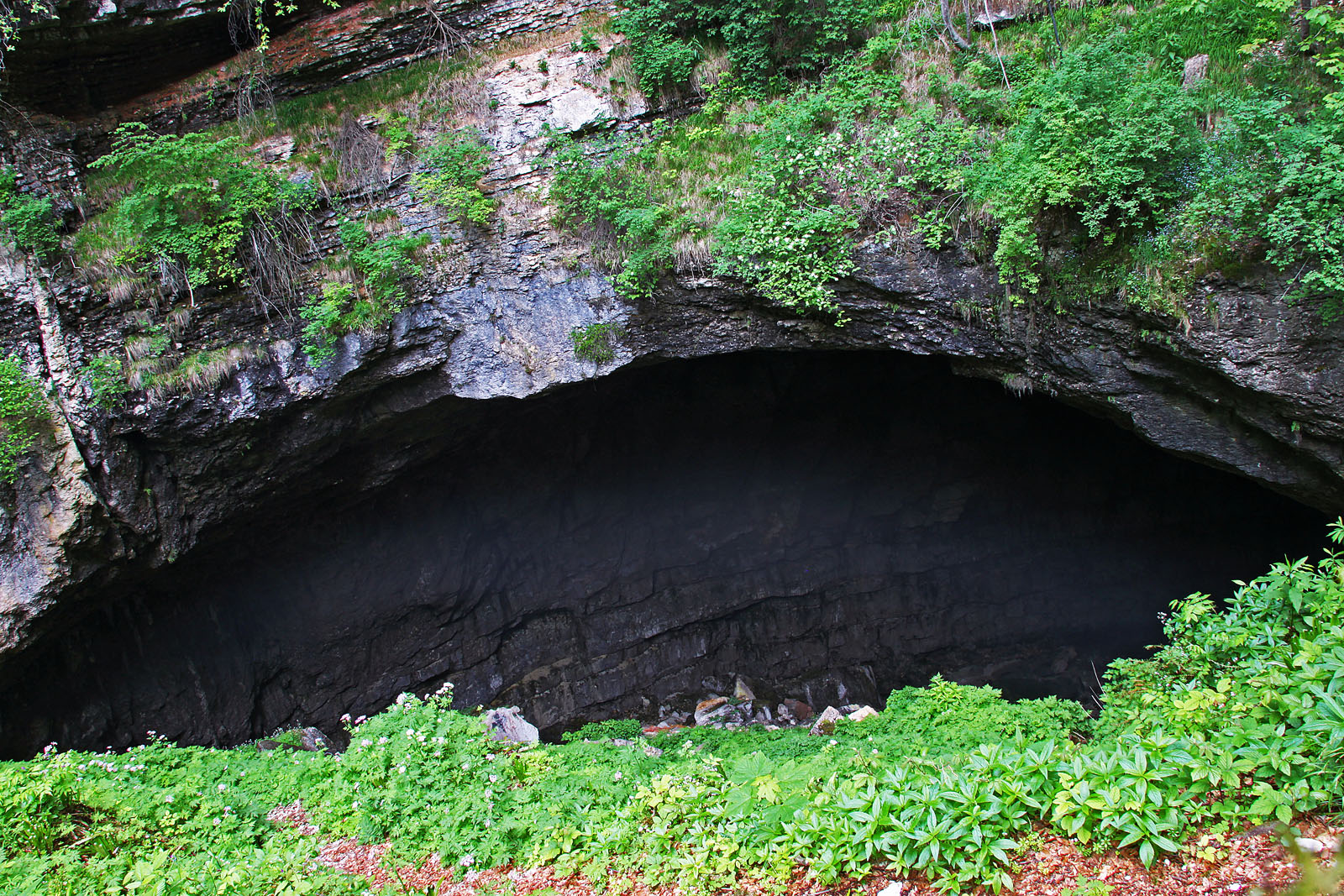
Ingresso nella grotta
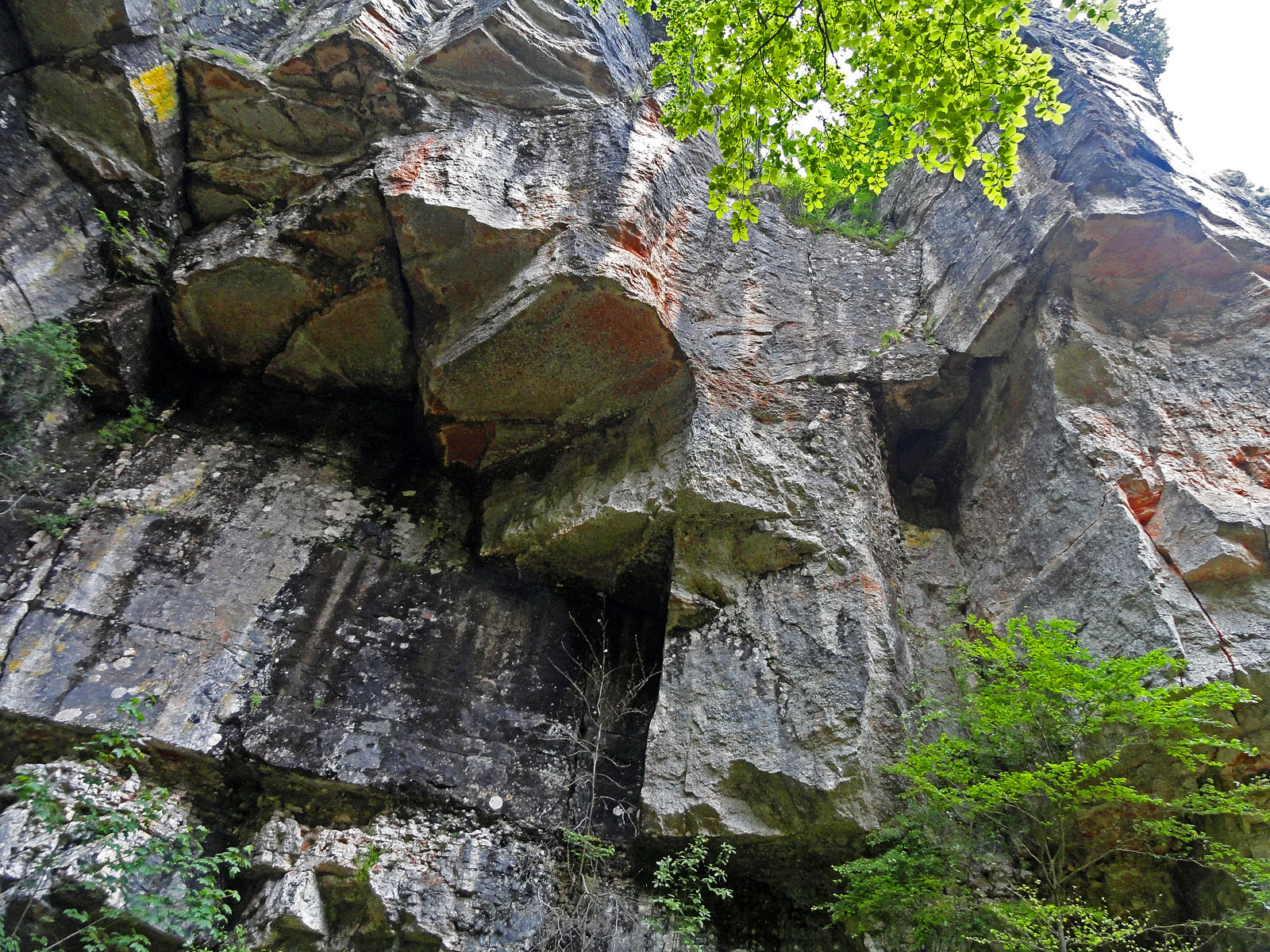
Le pareti del crollo

## Valle delle sfingi

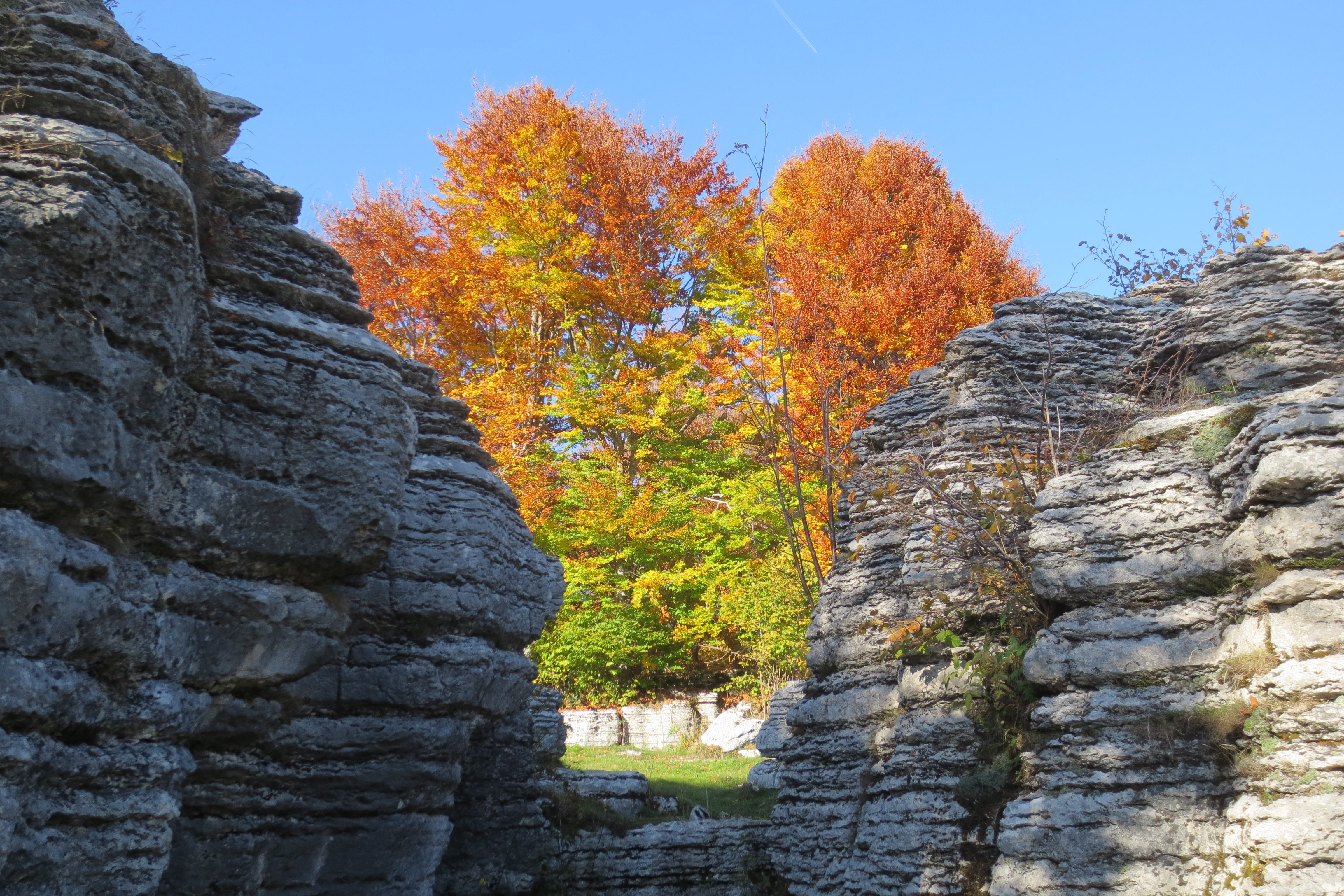
Scorcio autunnale

La valle delle sfingi è una valle con rocce affioranti, lunga quasi un chilometro, con una serie di monoliti in calcare modellati dalla disgregazione e dall'erosione. Sono allineati sul fondovalle e regolarmente distanziati l'uno dall'altro. Alcuni hanno forme particolari. Per la vera storia della nascita del nome consultare "Lessinia - Ieri Oggi Domani" N 43 del 2020 pag. 221 e ss.

## Museo Geopaleontologico
Il Museo Geopaleontologico è uno dei sette musei coordinati dalla Comunità montana della Lessinia. È l'evoluzione del museo privato iniziato da Attilio Benetti , personaggio di origine locale a cui sono dedicate più specie animali fossili.
Conservava inizialmente fossili e reperti (come l'orso dei covoli di Velo) prevalentemente della zona e della Purga di Velo. Attualmente, con una politica di scambi, custodisce fossili provenienti da tutto il mondo.

## Chiesetta di San Carlo Borromeo
Si narra che San Carlo Borromeo passò e dimorò per un periodo non breve a Camposilvano, allora uno dei 13 comuni cimbri, sulla via del Concilio di Trento. Fu costruita nel 1606 e a lui dedicata anni prima che fosse proclamato santo.
Verso metà luglio si festeggia la festa dell'emigrante e di San Carlo. La cappella fu visitata in occasione della visita pastorale nel 1634 dal vescovo Giustiniani. La sistemazione attuale è del 1907; il bel campanile è stato eretto nel 1909.

## Contrada Valle
La contrada Valle è a nord di Camposilvano, a lato della strada che conduce alla Conca dei Parpari. È un antico abitato cimbro tipico (villaggio in pietra) provvisto anche di giassara. La caratteristica degli edifici della contrada è particolare: il tetto non è totalmente di lastame, ma misto e con una pendenza notevole. I lati e la canna fumaria sono in pietra ed il centro in canna palustre. È stato acquisito dalla Comunità montana della Lessinia che ha provveduto, anche tramite finanziamenti europei, statali e regionali alla ristrutturazione, durata dal 2003 al 2013, e affidata all'architetto Paolo Portoghesi e seguita sul campo dall'architetto Cristiana Rossetti.
L'idea iniziale era di creare un centro studi di architettura in convenzione con più università, ma non è stato possibile.